# Megaselia tomatoae
Megaselia tomatoae är en tvåvingeart som beskrevs av Woolf 1996. Megaselia tomatoae ingår i släktet Megaselia och familjen puckelflugor. Inga underarter finns listade i Catalogue of Life.